# Barbara Brecht-Schall

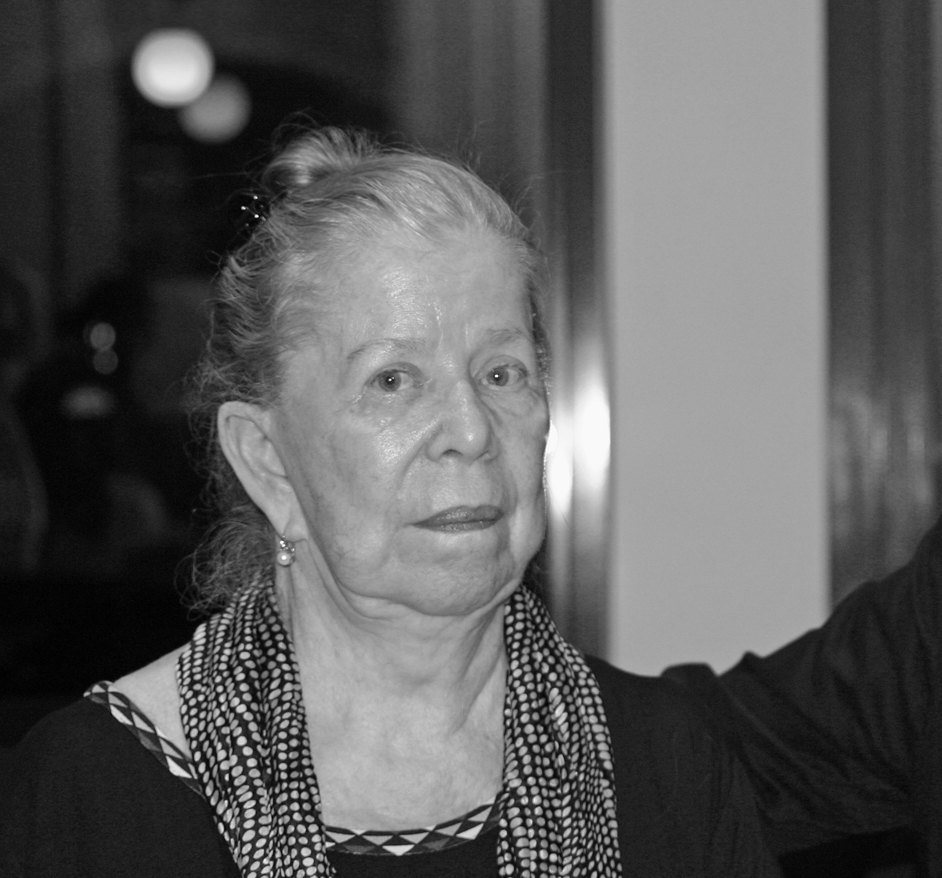
Barbara Brecht-Schall (2014)

Maria Barbara Brecht-Schall, Künstlername Barbara Berg (* 28. Oktober 1930 in Berlin; † 31. August 2015 ebenda), war eine deutsche Theaterschauspielerin und Kostümbildnerin. Sie war die Haupterbin Bertolt Brechts und Verwalterin der Brecht-Erben GmbH, die auch die Interessen der weiteren Brecht-Kinder Hanne Hiob und Stefan Brecht vertrat.

## Leben
Die Tochter von Bertolt Brecht und Helene Weigel war seit 1961 mit dem Schauspieler Ekkehard Schall verheiratet. Der Ehe entstammen die Schauspielerin und Regisseurin Johanna Schall und die Kostümbildnerin Jenny Schall.
Die Schauspielerin gehörte dem Schauspielerensemble des Berliner Ensembles seit den 1950er Jahren an. Bis 1972 spielte sie dort unter dem Namen Barbara Berg.
Sie war die Inhaberin aller Rechte an den Brecht-Stücken. Ihre restriktive Vergabepraxis von Aufführungsrechten wurde mehrfach kritisiert, zudem legte sie bei Aufführungen besonderen Wert auf eine von ihr als originalgetreu bewertete Wiedergabe. Nach dem Tod Heiner Müllers erwarb sie dessen Anteile am Berliner Ensemble.
Barbara Brecht-Schall bewohnte, bis zu seinem Tod mit ihrem Mann gemeinsam, das Gartenhaus Brechts am Schermützelsee in Buckow. Das angrenzende Wohnhaus von Brecht und Weigel wurde 1975 an die DDR verkauft, die dort 1977 ein Museum errichtete.
1987 wurde Barbara Brecht-Schall mit dem Vaterländischen Verdienstorden in Gold ausgezeichnet.

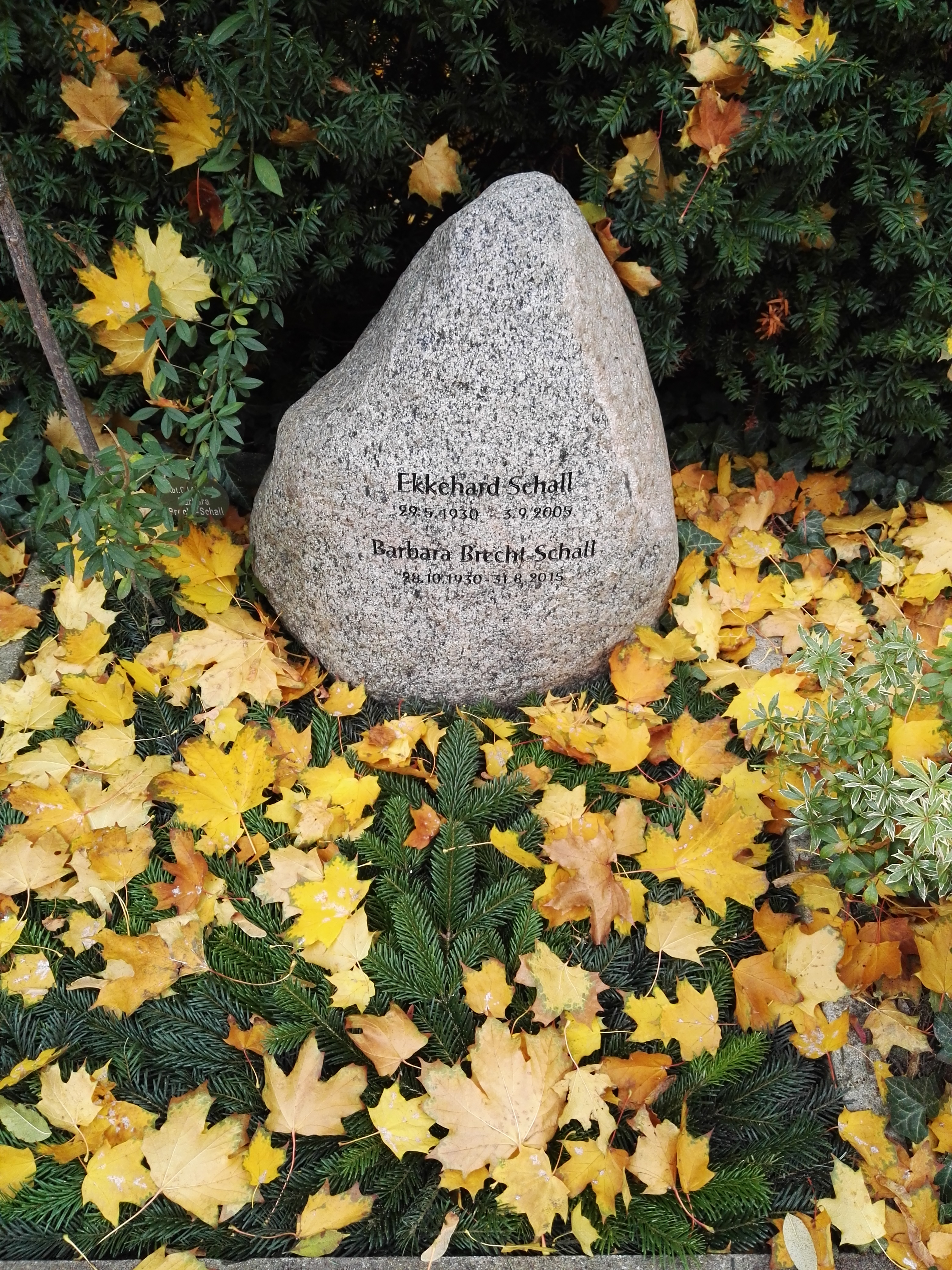
Grabstätte

Barbara Brecht-Schall starb im Alter von 84 Jahren. Sie wurde auf dem Dorotheenstädtischen Friedhof in ihrer Heimatstadt im Bezirk Mitte beigesetzt.

## Filmografie

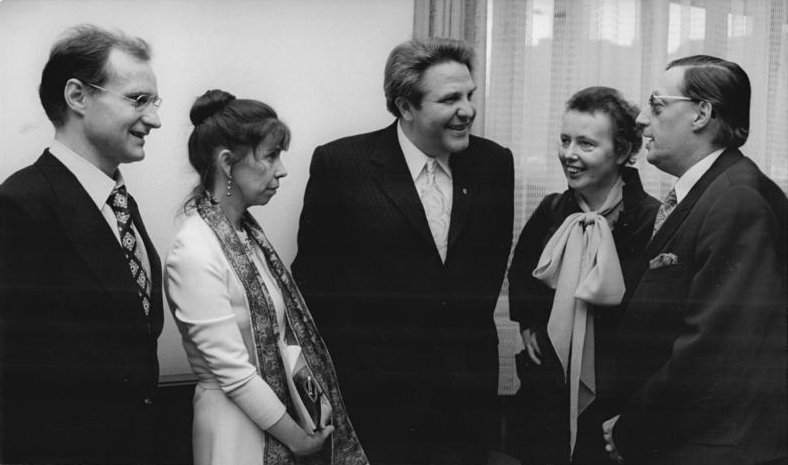
Ekkehard Schall, Barbara Brecht-Schall, Hans-Joachim Hoffmann, Ruth Berghaus und Norbert Christian bei einem Empfang während der Brechtwoche der DDR 1973 (v. l. n. r.)

- 1953: Frine, Sklavin der Liebe (Frine, cortigiana d’Oriente)
- 1955: Wer seine Frau lieb hat …
- 1955: Ein Polterabend
- 1957: Schlösser und Katen
- 1957: Katzgraben (Theateraufzeichnung)
- 1957: Berlin – Ecke Schönhauser…
- 1960: Trübe Wasser
- 1974: Der aufhaltsame Aufstieg des Arturo Ui (Theateraufzeichnung)
- 1975: Lotte in Weimar
- 1984: Der Staatsanwalt hat das Wort: Versuchung (Fernsehreihe)
- 1993: Dämmerung

## Theater (Schauspieler)
- 1959: Bertolt Brecht: Leben des Galilei – Regie: Erich Engel (Berliner Ensemble)

## Theater (Regie)
- 1974: Bertolt Brecht nach Christopher Marlowe: Leben Eduards des Zweiten von England – Regie mit Ekkehard Schall (Berliner Ensemble)